# Hundeprut Rutsjebanen
Hundeprut Rutsjebanen (Dänisch für „Hundefurz-Achterbahn“) ist eine Stahlachterbahn von Zierer Rides im dänischen Freizeitpark BonBon-Land in Holme-Olstrup. Sie erlangte durch ihr auf Hunde-Blähungen bezogenes Thema Bekanntheit.

## Geschichte und Thema
Der Freizeitpark BonBon-Land wurde 1992 von der Süßwarenfirma BonBon eröffnet, die Süßigkeiten auf der Basis von Toilettenhumor herstellt. „Hundeputter“ war eine der beliebtesten Geschmacksrichtungen und wurde zum Thema der ersten, 1993 eröffneten Achterbahn im Park. Sie ist eine relativ einfache Familienachterbahn und die kleinste des Parks. Ihr Zug hat die Form eines Dackels namens „Henry“. Die Fahrgäste fahren an einer Statue des defäkierenden Henry vorbei, durch einen Zwinger und an Knochen und Kothaufen entlang. Aus den Lautsprechern ertönen Furzgeräusche und Bellen.

## Fahrt
Die Familienachterbahn ist vom Modell Force One, von dem acht weitere, baugleiche Anlagen hergestellt wurden. Die 126 m lange Strecke erreicht eine Höhe von 4,5 m und erstreckt sich über eine Grundfläche von 39 m × 20 m, wobei sie im Wesentlichen ein ovalförmiges Layout mit einer Helix nach dem Reibradlifthill beschreibt. Der Zug beschleunigt auf der Strecke auf 30 km/h.

## Rezeption
Die Achterbahn wurde vom Travel Channel in die Liste der „15 verrückten Achterbahnen“ aufgenommen und ist im mental floss-Artikel „8 Theme Park Rides I Wouldn't Wait in Line For“ enthalten. Die Achterbahn wurde unter anderem in USA Today, Cracked, und The Chive beschrieben.
Robb Alvey vom Travel Channel bezeichnete die Achterbahn als die verrückteste aller Zeiten. Willy Volk vom Gadling meinte, sie gebe dem Ausdruck ‚den Wind im Gesicht‘ eine neue Bedeutung.